# Kabinett Skujenieks I

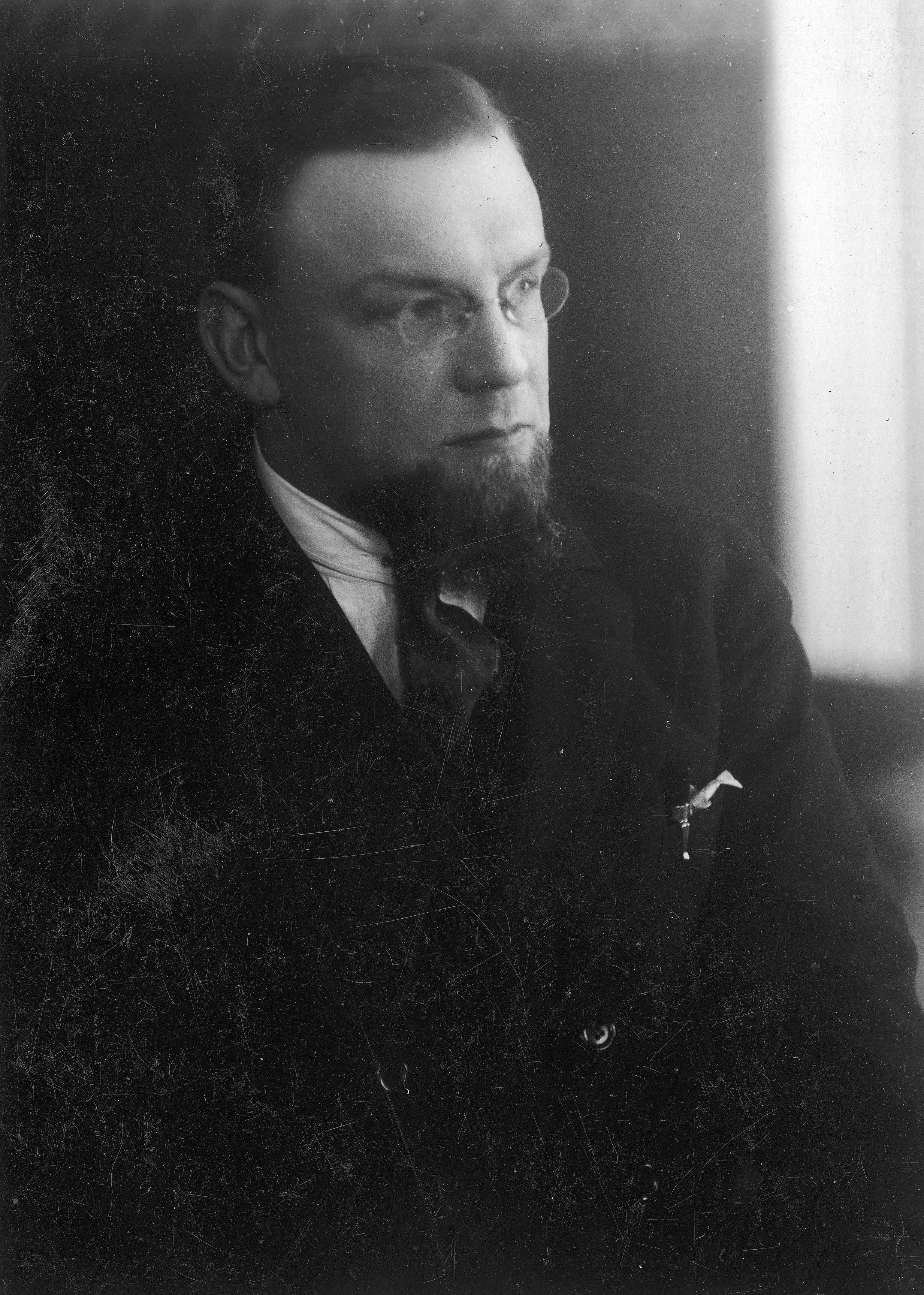
Ministerpräsident Marģers Skujenieks

Das Kabinett Skujenieks I war die zwölfte Regierung der Republik Lettland und wurde am 19. Dezember 1926 von Ministerpräsident Marģers Skujenieks gebildet. Das Kabinett löste das Kabinett Alberings ab und blieb bis zum 23. Januar 1928 im Amt, woraufhin es vom Kabinett Juraševskis abgelöst wurde.
Dem Kabinett gehörten folgende Minister an:
| Amt                                                               | Amtsinhaber               | Beginn der Amtszeit                | Ende der Amtszeit                  |
| ----------------------------------------------------------------- | ------------------------- | ---------------------------------- | ---------------------------------- |
| Ministerpräsident Innenminister                                   | Marģers Skujenieks        | 19. Dezember 1926                  | 23. Januar 1928                    |
| Außenminister                                                     | Fēlikss Cielēns           | 19. Dezember 1926                  | 23. Januar 1928                    |
| Kriegsminister                                                    | Rūdolfs Bangerskis        | 19. Dezember 1926                  | 23. Januar 1928                    |
| Finanzminister                                                    | Voldemārs Bastjānis       | 19. Dezember 1926                  | 23. Januar 1928                    |
| Justizminister                                                    | Erasts Bite Juris Pabērzs | 19. Dezember 1926 27. Oktober 1927 | 26. Oktober 1927 14. November 1927 |
| Landwirtschaftsminister                                           | Arnolds Mitulis           | 19. Dezember 1926                  | 23. Januar 1928                    |
| Verkehrsminister                                                  | Kārlis Krievs             | 19. Dezember 1926                  | 23. Januar 1928                    |
| Minister für öffentliche Wohlfahrt                                | Ansis Rudevics            | 19. Dezember 1926                  | 23. Januar 1928                    |
| Bildungsminister                                                  | Jānis Pliekšāns           | 19. Dezember 1926                  | 23. Januar 1928                    |
| Minister ohne Geschäftsbereich für Angelegenheiten von Lettgallen | Juris Pabērzs             | 19. Dezember 1926                  | 23. Januar 1928                    |